# 木更かのん
木更 かのん（きさら かのん、2002年1月16日 - ）は、日本のグラビアアイドル、タレント。埼玉県出身。

## 略歴
2021年に「野々宮のん」としてグラビアアイドルデビュー。ミスヤングチャンピオン2021候補生。
2021年8月15日より「木更かのん」に改名。
2021年11月26日、1stイメージDVD『ピュア・スマイル』（竹書房）を発売。
2022年1月、9人組アイドルグループ「Baguabelle」（バグアベル）結成に参加し、らいとぴんく担当。
2022年12月22日、グラビアアイドルDVD販売会社が選ぶアワード『グラビア・オブ・ザ・イヤー2022』（主催：グラビア・オブ・ザ・イヤー実行委員会、協力：キネマ旬報社・ガジェット通信）にて、ネクスト・ブレイク賞を受賞。
2023年2月1日、同年1月31日をもってオフィスVishを退所し、新たにプリモエンターテイメントと業務提携したことを自身のTwitterで報告した。
2023年7月、プリモエンターテイメントに所属。
2024年9月10日、同年9月29日をもって「木更かのん」としての活動を終了することを自身のX（旧Twitter）で報告した。

## 人物
- 趣味は人気キャラクター『すみっコぐらし』の「えびふらいのしっぽ」のぬいぐるみ集め[1]。
- 特技は料理[1]。
- 芸能界デビューのきっかけは、専門学校の帰りにマネジャーにスカウトされた[1]。
- 147cmとボディサイズが小さく童顔なため、「ミニマムグラドル」と称されている[6]。
- 目標とする人物には長澤茉里奈を挙げている[11]。

## 作品

### イメージビデオ
- ピュア・スマイル（2021年11月26日、竹書房）[12][13]
- カノン（2022年4月22日、イーネット・フロンティア）[14][15]
- 少女願望（2022年7月20日、ラインコミュニケーションズ）[16][17]
- のんたんと秘密の遊び（2022年10月26日、スパイスビジュアル）[18][19]
- 少女幻想（2023年1月20日、ラインコミュニケーションズ）[20]
- イケナイコト（2023年6月30日、エスデジタル）[21][22]
- ちょろ甘ですね（2023年9月26日、エアーコントロール）[23][24]

### デジタル写真集
- 甘い冒険（2022年1月28日、竹書房）
- 抱きしめたい（2022年1月28日、竹書房）
- リトルエンジェル（2022年1月28日、竹書房）
- のんたんと秘密の遊び 〜Ver.1〜（2023年2月13日、スパイスビジュアル）
- のんたんと秘密の遊び 〜Ver.2〜（2023年2月16日、スパイスビジュアル）
- Kiss You（2023年3月14日、エー・ビー・エンターテイメント）